# Drahotěšice
Drahotěšice är en ort i Tjeckien.   Den ligger i regionen Södra Böhmen, i den centrala delen av landet, 110 km söder om huvudstaden Prag. Drahotěšice ligger 527 meter över havet och antalet invånare är 209.
Terrängen runt Drahotěšice är huvudsakligen platt, men åt sydväst är den kuperad. Drahotěšice ligger uppe på en höjd som går i nord-sydlig riktning. Runt Drahotěšice är det ganska glesbefolkat, med 42 invånare per kvadratkilometer. Närmaste större samhälle är České Budějovice, 17,4 km söder om Drahotěšice. I omgivningarna runt Drahotěšice växer i huvudsak blandskog.